# Asienspiele 1970
Die Asienspiele 1970 fanden in Bangkok vom 9. bis 20. Dezember 1970 statt. Ursprünglich sollte Südkorea die Spiele ausrichten, konnte aber aufgrund von finanziellen Schwierigkeiten und Sicherheitsbedenken nicht als Veranstalter aktiv werden.

## Teilnehmende Nationen
| - Khmer-Republik - Taiwan - Indien - Indonesien - Iran - Israel - Japan - Südkorea | - Malaysia - Birma - Pakistan - Philippinen - Singapur - Ceylon - Thailand - Südvietnam |

## Sportarten
| - Badminton - Basketball - Boxen - Fußball - Gewichtheben - Hockey - Leichtathletik - Radsport | - Ringen - Schießen - Schwimmen - Segeln - Tennis - Tischtennis - Volleyball |

## Medaillenspiegel
| Rang  | Land              | Gold | Silber | Bronze | Gesamt |
| ----- | ----------------- | ---- | ------ | ------ | ------ |
| 1     | Japan             | 74   | 47     | 23     | 144    |
| 2     | Südkorea          | 18   | 13     | 23     | 54     |
| 3     | Thailand          | 9    | 17     | 13     | 39     |
| 4     | Iran              | 9    | 7      | 7      | 23     |
| 5     | Indien            | 6    | 9      | 10     | 25     |
| 6     | Israel            | 6    | 6      | 5      | 17     |
| 7     | Malaysia          | 5    | 1      | 7      | 13     |
| 8     | Birma             | 3    | 2      | 7      | 12     |
| 9     | Indonesien        | 2    | 5      | 13     | 20     |
| 10    | Ceylon            | 2    | 2      | 0      | 4      |
| 11    | Philippinen       | 1    | 9      | 12     | 22     |
| 12    | Chinesisch Taipeh | 1    | 5      | 12     | 18     |
| 13    | Pakistan          | 1    | 2      | 7      | 10     |
| 14    | Singapur          | 0    | 6      | 9      | 15     |
| 15    | Khmer-Republik    | 0    | 2      | 3      | 5      |
| 16    | Südvietnam        | 0    | 0      | 2      | 2      |
| Total | Total             | 137  | 133    | 153    | 423    |

## Referenzen
- newspapers.nl.sg